# Twaalf Apostelenbos
Het Twaalf Apostelenbos is een natuurgebied in de tot de Vlaams-Brabantse gemeente Tervuren behorende plaats Vossem.
Het gebied dat beheerd wordt door Natuurpunt omvat 5,5 ha en is gelegen aan de Voer. Het gehele Twaalf Apostelenbos omvat ruim 27 ha. Het is een vochtig gebied en vanaf de flanken van de vallei komt kwelwater dat zich naar de Voer begeeft.
Vanouds was dit vochtige gebied eigendom van het Brusselse godshuis 12-Apostelen, dat een tehuis was voor een 13-tal oude mannen.
In dit gebied komen bosrietzanger, kleine karekiet, grote gele kwikstaart, bruine kikker, alpenwatersalamander en kleine watersalamander voor.
Het gebied kan wandelend worden bezocht.